# Eurocopter AS365 Dauphin
Eurocopter SA 365/AS365 Dauphin 2 "(Delfin") je srednje veliko dvomotorni večnamenski helikopter, ki ga trenutno proizvaja Eurocopter (zdaj Airbus Helicopters). SA365 je razvilo francosko podjetje Aérospatiale. Od vstopa v uporabo leta 1975, je po skoraj 40 letih še vedno v proizvodnji. Uporablja se za VIP transporte, policijsko delo, medicinske prevoze, iskanje in reševanje (US Coast Guard).
Dauphin 2 bil razvit iz enomotornega Aérospatiale SA 360, ki ni bil komercialno uspešen. Dauphin 2 je bil za razliko zelo uspešen in na njegovi podlagi so razvili več helikopterjev kot so Eurocopter Panther, reševalni HH/MH-65 Dolphin, kitajski Harbin Z-9 in modernizirani Eurocopter EC155.
SA 365 se zlahka prepozna po fenestron repnem rotorju.
Vojaška verzija se imenuje Eurocopter Panther. Dauphina proizvajajo tudi licenčno na Kitajskem kot Harbin Z-9, ki se je razvil tudi v WZ-9 in Z-19.
Zgradili so več kot 800 verzij AS365/366/565

## Tehnične specifikacije (AS365 N3)
Podatki iz {Eurocopter.com}
Splošne značilnosti
- Posadka: 1 ali 2 pilota
- Število sedežev: 11 potnikov
- Dolžina: 13,73 m (45 ft 1 in)
- Višina: 4,06 m (13 ft 4 in)
- Teža praznega letala: 2.411 kg (5.315 lb)
- Maks. vzletna teža: 4.300 kg (9.480 lb)
- Pogon letala: 2 × Turboméca Arriel 2C turbogredni, 625 kW (838 hp) vsak
- Premer glavnega rotorja:  11,94 m (39 ft 2 in)
- Površina glavnega rotorja: 111,98 m2 (1.205,3 sq ft)

Zmogljivost
- Maks. hitrost: 306 km/h (190 mph; 165 kn)
- Največji doseg: 827 km (514 mi; 447 nmi)
- Višina leta: 5.865 m (19.242 ft)
- Hitrost vzpenjanja: 8,9 m/s (1.750 ft/min)